# M-8 (Montenegro)
De M-8 of Magistralni Put 8 is een hoofdweg in het westen van Montenegro. De weg loopt vanaf de M-1 bij Lipci aan de Baai van Kotor naar Vilusi, waar de weg aansluit op de M-7. De M-8 is ongeveer 39 kilometer lang.

## Geschiedenis
In 2016 werden de wegen in Montenegro opnieuw ingedeeld, waarbij M-8 het nieuwe nummer werd voor deze weg die voorheen als R-11 was genummerd. Het nummer M-8 was voor 2016 verbonden aan de weg van Gradac via Pljevlja naar de Servische grens, in het noordoosten van Montenegro.